# Namur
Namur (AFI: /naˈmyːʁ/; in vallone Nameur /naˈmœʁ/, in olandese Namen /ˈnaːmən/) è una città belga di 110 632 abitanti (2016), capitale della Vallonia, capoluogo dell'omonima provincia e sede vescovile cattolica, posta alla confluenza dei fiumi Mosa e Sambre.

## Geografia
Namur sorge presso la confluenza della Sambre nella Mosa, a 62,5 km a sud-est della capitale Bruxelles.

## Storia
Il centro sorse con scopi militari in epoca merovingia per presidiare la valle della Mosa: il monumento principale della città è la cattedrale di Sant'Albano, che tra il 1751 e il 1763 ha assunto l'attuale compagine neoclassica (conserva alcuni dipinti di Jacob Jordaens e di Antoon van Dyck, insieme alle sculture del fiammingo Laurent Delvaux); importanti anche il Musée des Arts Anciens du Namurois e il Musée Archéologique. Il forte bastionato che presidiava la Sambre (la Citadelle), teatro di innumerevoli assedi, e che conserva le tracce di grandi ingegneri militari quali Vauban e Menno van Coehoorn, dal 1891 è stato trasformato in parco.
Dalla cittadina prende anche il nome il Namur, un'arma bianca, diffusa nell'Ottocento, che pare venisse costruita ed impiegata nella città stessa durante l'invasione francese del Belgio (1792-1794).

## Monumenti e luoghi d'interesse
Cittadella di Namur

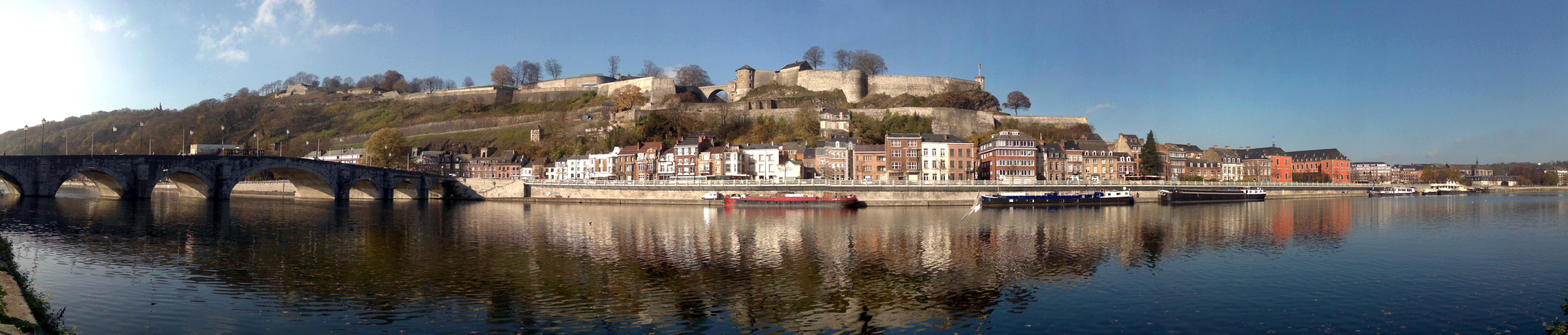
La Cittadella di Namur.

La Cittadella di Namur è una maestosa fortezza situata alla confluenza dei fiumi Sambre e Mosa. Originariamente struttura romana, venne riedificata, modificata e ampliata diverse volte nel corso dei secoli. Oggi è una delle più grandi fortezze d'Europa ed è classificata come Patrimonio maggiore di Vallonia.

### Edifici civili
- Beffroi. La torre civica venne costruita verso il 1388 come parte della cinta muraria cittadina. Venne trasformata in beffroi nel 1746. Oggi è iscritta alla lista dei Campanili di Belgio e Francia iscritta ai Patrimoni mondiali dell'umanità dell'UNESCO[1].
- Hospice Saint-Gilles. L'Antico Ospedale di Sant'Egidio è un'istituzione ospedaliera medievale, fondata nel XIII secolo, i cui edifici vennero ricostruiti in stile rinascimentale fra il XVI e il XVII secolo. Interamente ristrutturato, il complesso ospita oggi il Parlamento della Vallonia.
- Halle al'Chair. Il Mercato delle carnivore costruito in stile tardogotico-mosano nel XVI secolo per la corporazione dei macellai. Oggi ospita il Musée Archéologique de Namur.

### Edifici religiosi
- Cathédrale Saint'Aubain. La Cattedrale di Sant'Albano è un grande edificio tardobarocco la cui costruzione fu iniziata nel 1751 e terminata nel 1767 su progetto dall'architetto asconese Gaetano Matteo Pisoni. Venne consacrata il 20 settembre 1772.
- Église Saint-Loup. La Chiesa di San Lupo è un capolavoro dell'architettura barocca dei Paesi Bassi meridionali. Venne eretta fra il 1621 e il 1645 come chiesa del collegio gesuitico su progetto dell'architetto Pieter Huyssens. Originariamente intitolata a Sant'Ignazio, nel 1779 divenne parrocchiale e dedicata a San Lupo.
- Église Saint-Jean-Baptiste. La chiesa di San Giovanni Battista venne eretta nel XIII secolo e poi modificata nel 1547 e nel 1616.

### Patrimonio immateriale

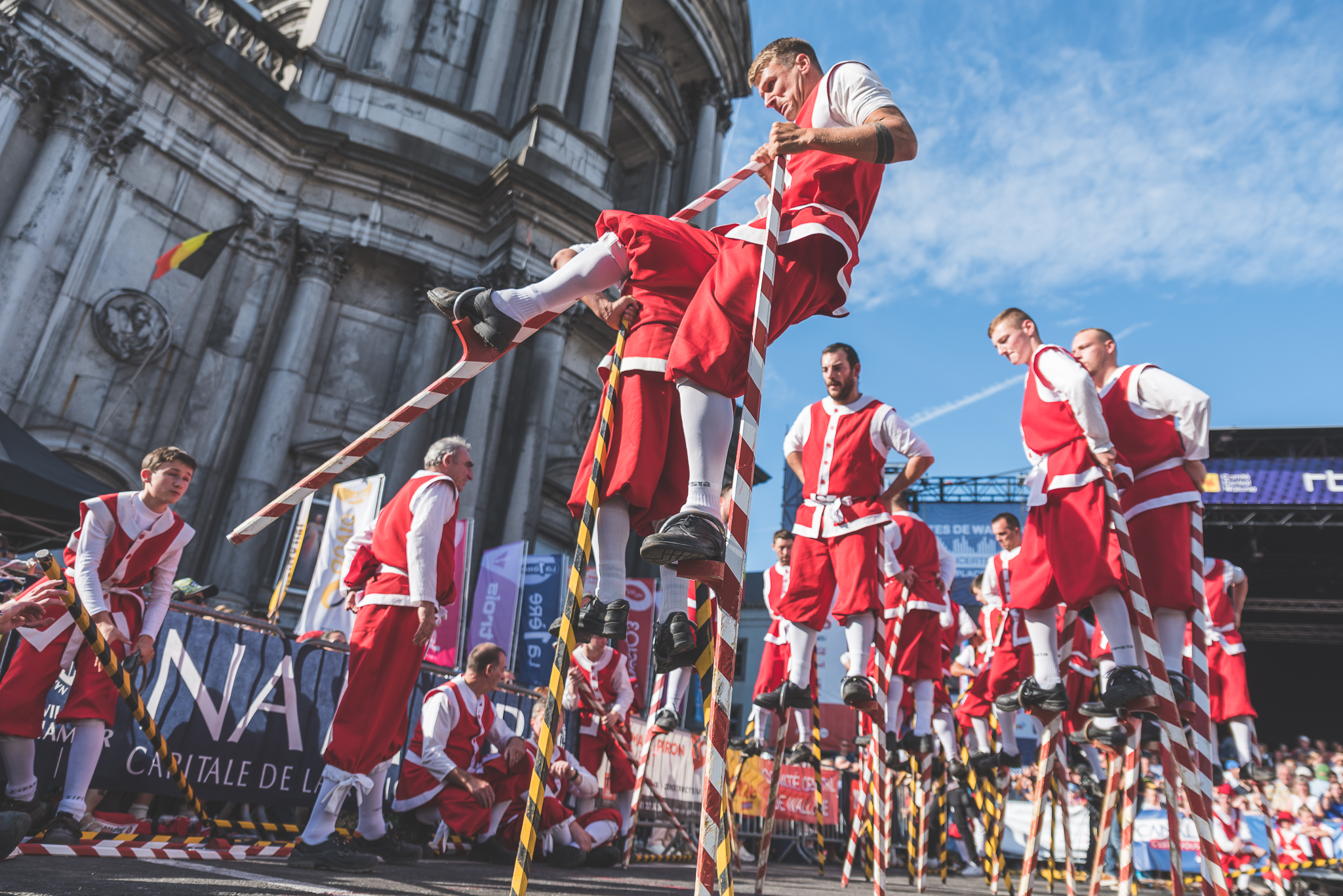
Giostra dei trampolieri di Namur. Dal 1411.

- I trampolieri di Namur perpetuano la pratica ancestrale della giostra sui trampoli di Namur che esiste dal 1411. Gli “Mélans”, trampolieri del centro storico dai colori giallo e nero affrontano gli “Avresses”, trampolieri della città nuova dai colori rosso e bianco
- La Royale Moncrabeau

## Cultura

### Istruzione

#### Università
Nel 1831 venne fondata una facoltà di filosofia nel collegio gesuita Nostra Signora della Pace. Pochi anni dopo vennero fondate le Facoltà Universitarie Nostra Signora della Pace (Facultés Universitaires Notre-Dame de la Paix, abbreviato a FUNDP), ossia un'università che dal 1926 venne abilitata a rilasciare diplomi di laurea a suo nome. Nel 2012 le FUNDP cambiano nome e diventano più sobriamente Università di Namur. Oggi l'università supera i 7000 iscritti.

## Infrastrutture e trasporti

### Strade
La principale via d'accesso alla città è l'autostrada A4 che collega Bruxelles al Lussemburgo. I collegamenti con Liegi sono invece assicurati dall'autostrada A15.

### Ferrovie
Namur è uno dei principali snodi ferroviari della regione belga della Vallonia. Presso la stazione cittadina convergono tutte le principali linee regionali come la 125 per Liegi, la 130 per Charleroi, la 154 per Dinant, la 161 per Bruxelles e la 162 per il Lussemburgo.

## Sport

### Calcio
La principale società calcistica locale è l'Union Royale Namur.

### Motocross
Dal 1950 al 2007 Namur ha ospitato il GP del Belgio del Campionato Mondiale Motocross della classe 500 cc., poi MX1/MX2, in un percorso temporaneo ricavato nella zona della Cittadella. Era un tracciato piuttosto tortuoso in cui era difficile sorpassare, ed aveva la caratteristica unica di avere un breve tratto su strada asfaltata, che in caso di pioggia diventava viscidissimo, con i piloti che dovevano fare delle vere acrobazie per correggere le sbandate delle loro potenti 500. Per motivi di sicurezza dagli anni '90 in poi questo tratto venne ricoperto con uno strato di terra.

## Amministrazione

### Gemellaggi
- Belmont
- Bourg-en-Bresse
- Empoli
- Ōgaki
- Québec
- Subotica
- San Pietroburgo
- Adrano[2]

## Altre immagini

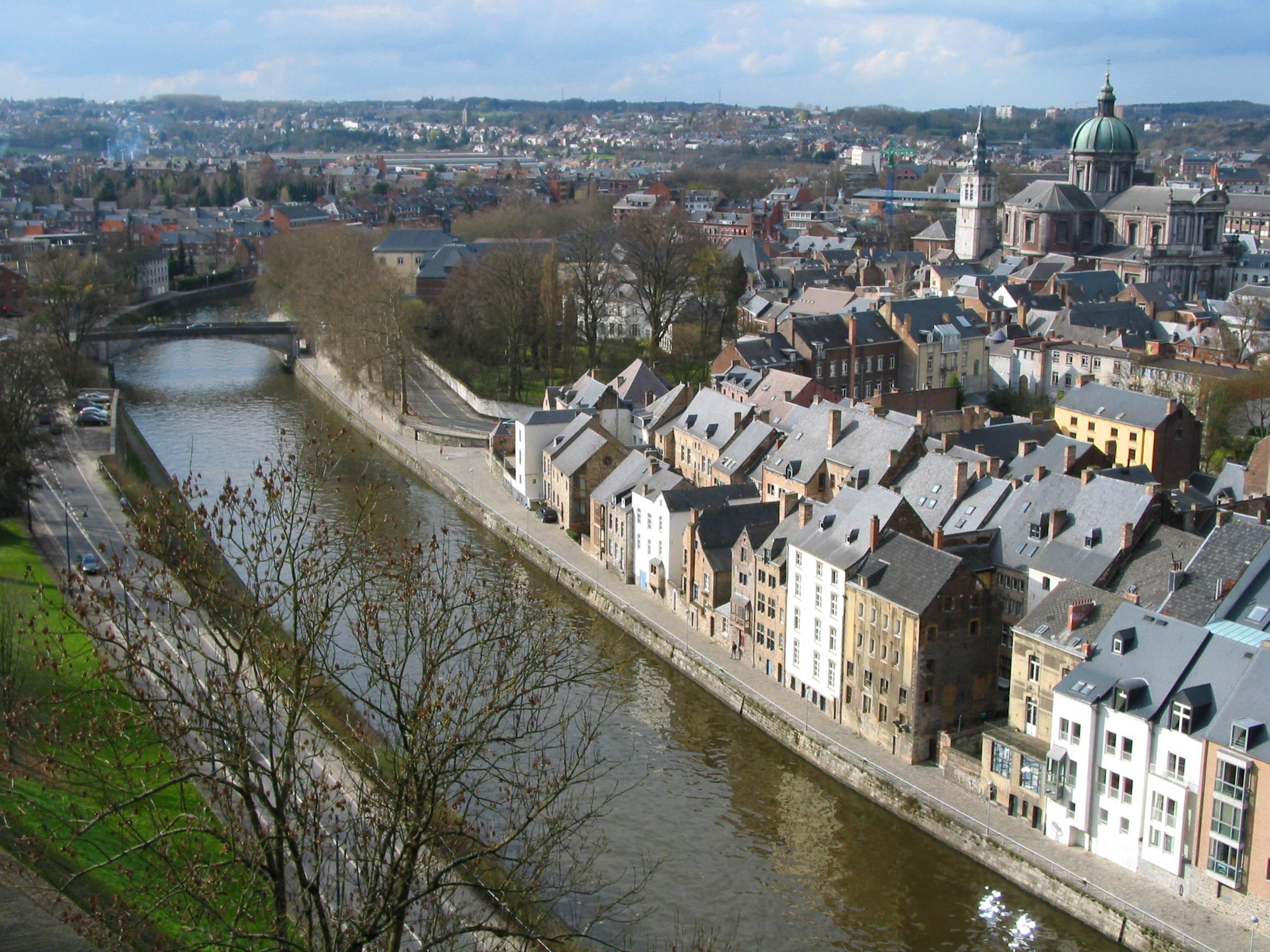
Panorama della città con la Sambre e la cattedrale di Sant'Albano
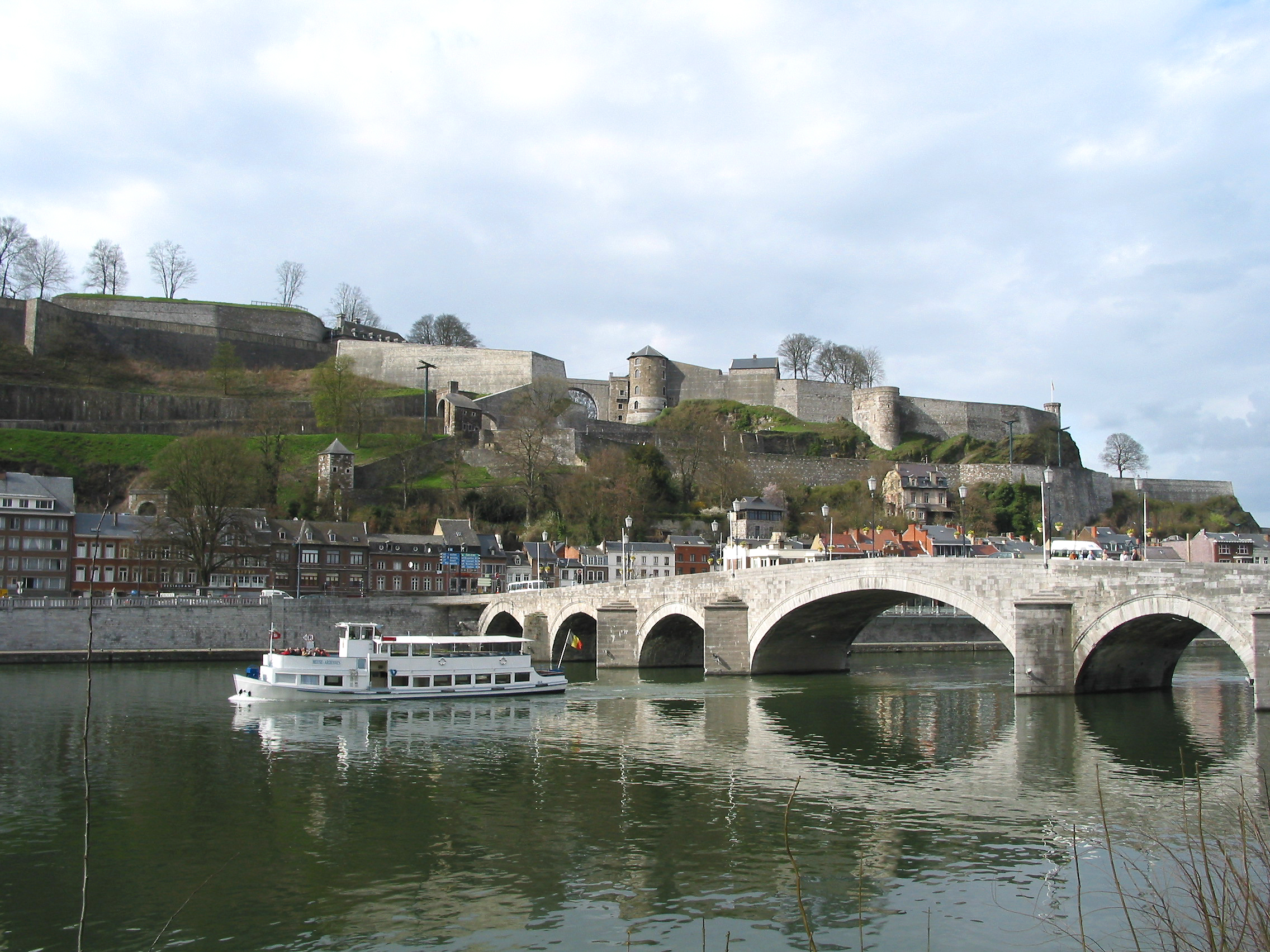
La Mosa, il pont de Jambes e la Citadelle
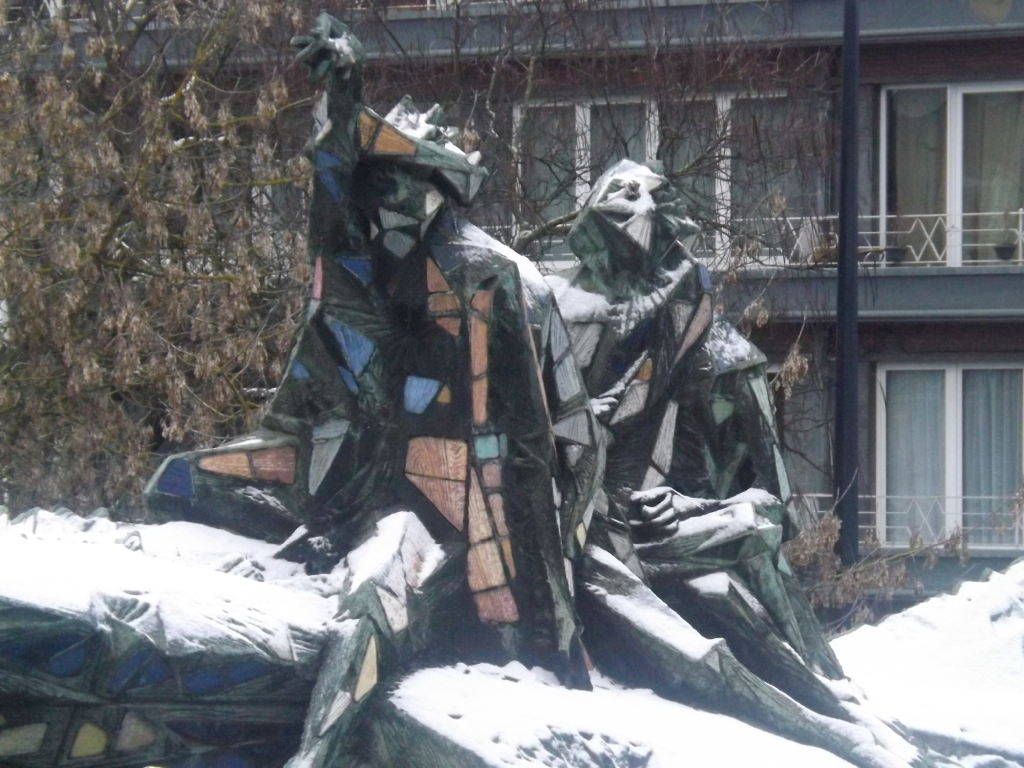
Le cheval Bayard realizzato da Olivier Strebelle per l'Expo del 1958.
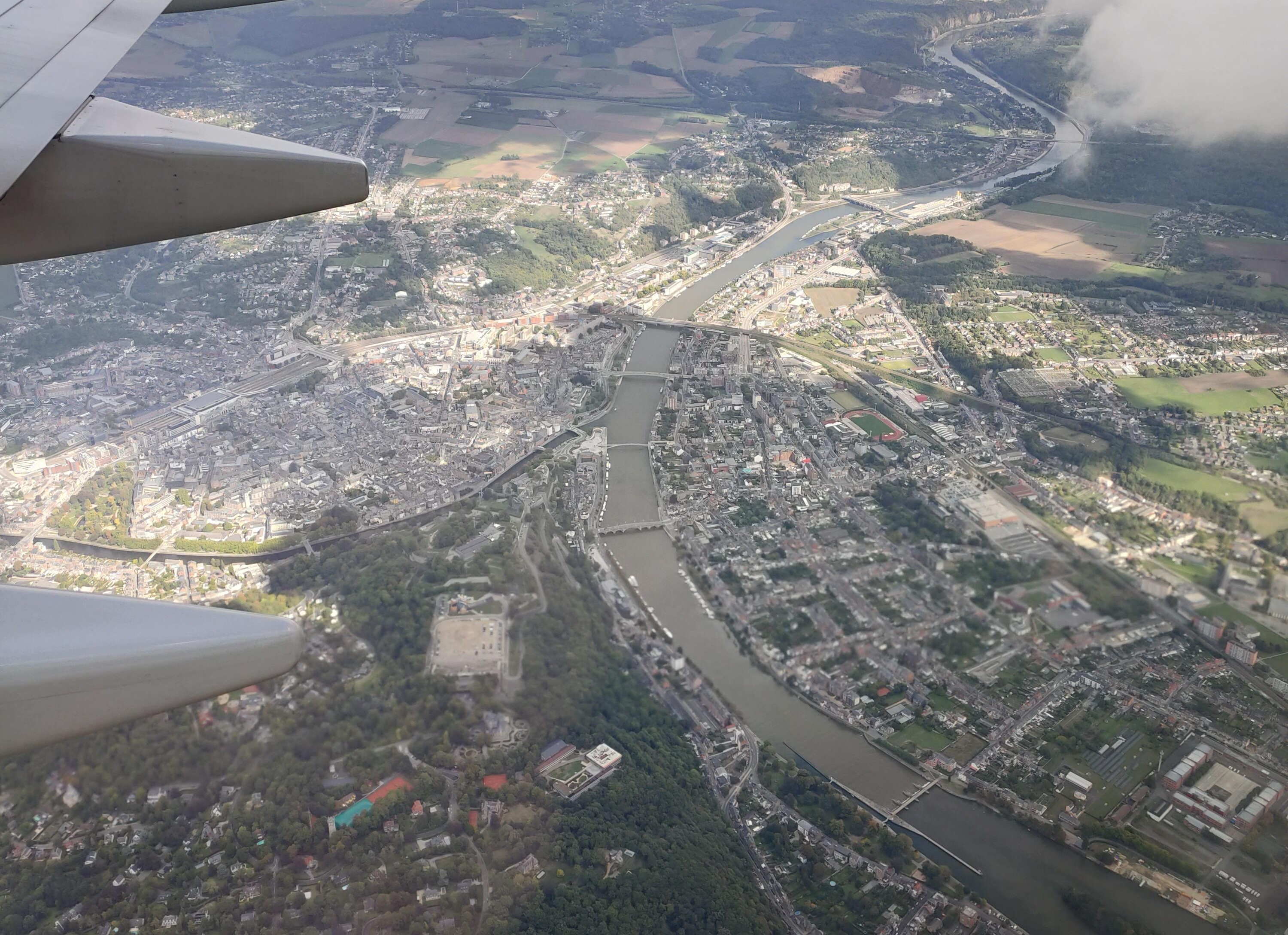
Vista aerea su Namur